# ROOT
ROOT（ルート）は、CERNによって開発が行われている、データ解析環境および関連するライブラリ群である。グラフ作成のみならず、ヒストグラムの操作、4元ベクトルの扱い、実験データの可視化など、高エネルギー物理学の研究に不可欠な要素が組み込まれている。開発当初は素粒子実験のデータ解析用ソフトウェアとして構築されたが、近年では高エネルギー宇宙物理学や高エネルギー天文学といった分野でも使用されている。

## 概要
1993年からRené BrunとFons Rademakersの手によって、CERNにて開発が開始され、1995年に最初の版が公開された。当時の素粒子実験では、FORTRANがプログラミング言語の主役であり、データ解析ソフトウェアとしてはPAWが使われていた。しかし、より実験が大規模化するにつれソフトウェア開発の手法も変化し、C++を用いたオブジェクト指向型のデータ解析環境が求められるようになった。2009年現在でも彼らを中心としたメンバーで開発が継続されている。
CINTを採用することにより、C++をスクリプト言語として使用することが可能である。そのためC++を理解していればPAWやDisplay 45のような独自の文法規則を覚える必要がなく、またユーザがC++でROOTの機能を拡張し、独自の解析やシミュレーションを行うことも容易である。